# Microtragus waterhousei
Microtragus waterhousei är en skalbaggsart som först beskrevs av Francis Polkinghorne Pascoe 1863.  Microtragus waterhousei ingår i släktet Microtragus och familjen långhorningar. Inga underarter finns listade i Catalogue of Life.